# 153
153 (сто петдесет и трета) година по юлианския календар е невисокосна година, започваща в неделя. Това е 153-та година от новата ера, 153-та година от първото хилядолетие, 53-та година от 2 век, 3-та година от 6-о десетилетие на 2 век, 4-та година от 150-те години. В Рим е наричана Година на консулството на Рустик и Руфин (или по-рядко – 906 Ab urbe condita, „906-а година от основаването на града“).

## Събития
- Консули в Рим са Луций Рустик Презенс и Авъл Юний Руфин.